# EPrix de Mexico 2020
GP précédent GP suivant
L'ePrix de Mexico 2020 (2020 CBMM Niobium Mexico City E-Prix), disputé le 15 février 2020 sur l'Autódromo Hermanos Rodríguez, est la 62e manche de l'histoire du championnat de Formule E FIA. Il s'agit de la cinquième édition de l'ePrix de Mexico comptant pour le championnat de Formule E et de la quatrième manche du championnat 2019-2020.

## Essais libres

### Première séance
| Pos. | Pilote            | Voiture          | Chrono         | Écart     |
| ---- | ----------------- | ---------------- | -------------- | --------- |
| 1    | Edoardo Mortara   | Venturi-Mercedes | 1 min 09 s 273 |           |
| 2    | Pascal Wehrlein   | Mahindra         | 1 min 09 s 620 | + 0 s 347 |
| 3    | Jérôme d'Ambrosio | Mahindra         | 1 min 10 s 087 | + 0 s 814 |
| 4    | Felipe Massa      | Venturi-Mercedes | 1 min 10 s 326 | + 1 s 053 |
| 5    | Stoffel Vandoorne | Mercedes         | 1 min 10 s 410 | + 1 s 137 |
| 6    | Lucas di Grassi   | Audi             | 1 min 10 s 618 | + 1 s 345 |

### Deuxième séance
| Pos. | Pilote                 | Voiture       | Chrono         | Écart     |
| ---- | ---------------------- | ------------- | -------------- | --------- |
| 1    | Sam Bird               | Virgin-Audi   | 1 min 07 s 672 |           |
| 2    | António Félix da Costa | Techeetah-DS  | 1 min 07 s 791 | + 0 s 119 |
| 3    | Mitch Evans            | Jaguar        | 1 min 08 s 025 | + 0 s 353 |
| 4    | Sébastien Buemi        | e.dams-Nissan | 1 min 08 s 085 | + 0 s 413 |
| 5    | Stoffel Vandoorne      | Mercedes      | 1 min 08 s 103 | + 0 s 431 |
| 6    | Robin Frijns           | Virgin-Audi   | 1 min 08 s 148 | + 0 s 476 |

## Qualifications
| Pos. | Pilote                 | Écurie           | Groupe de qualification | Super pole     | Grille |
| ---- | ---------------------- | ---------------- | ----------------------- | -------------- | ------ |
| 1    | André Lotterer         | Porsche          | 1 min 08 s 346          | 1 min 07 s 922 | 1      |
| 2    | Mitch Evans            | Jaguar           | 1 min 08 s 174          | 1 min 07 s 985 | 2      |
| 3    | Pascal Wehrlein        | Mahindra         | 1 min 08 s 362          | 1 min 08 s 200 | 24     |
| 4    | Nyck de Vries          | Mercedes         | 1 min 08 s 294          | 1 min 08 s 214 | 3      |
| 5    | Sébastien Buemi        | e.dams-Nissan    | 1 min 08 s 363          | 1 min 08 s 364 | 4      |
| 6    | Sam Bird               | Virgin-Audi      | 1 min 08 s 394          | 1 min 08 s 444 | 5      |
| 7    | Robin Frijns           | Virgin-Audi      | 1 min 08 s 435          |                | 6      |
| 8    | Nico Müller            | Dragon-Penske    | 1 min 08 s 479          |                | 7      |
| 9    | Jean-Éric Vergne       | Techeetah-DS     | 1 min 08 s 496          |                | 8      |
| 10   | António Félix da Costa | Techeetah-DS     | 1 min 08 s 540          |                | 9      |
| 11   | Stoffel Vandoorne      | Mercedes         | 1 min 08 s 636          |                | 10     |
| 12   | Edoardo Mortara        | Venturi-Mercedes | 1 min 08 s 661          |                | 11     |
| 13   | Oliver Rowland         | e.dams-Nissan    | 1 min 08 s 726          |                | 12     |
| 14   | Jérôme d'Ambrosio      | Mahindra         | 1 min 08 s 788          |                | 23     |
| 15   | Brendon Hartley        | Dragon-Penske    | 1 min 08 s 878          |                | 13     |
| 16   | Neel Jani              | Porsche          | 1 min 08 s 880          |                | 14     |
| 17   | Lucas di Grassi        | Audi             | 1 min 08 s 998          |                | 15     |
| 18   | Maximilian Günther     | Andretti-BMW     | 1 min 09 s 098          |                | 16     |
| 19   | James Calado           | Jaguar           | 1 min 09 s 331          |                | 17     |
| 20   | Alexander Sims         | Andretti-BMW     | 1 min 09 s 376          |                | 18     |
| 21   | Felipe Massa           | Venturi-Mercedes | 1 min 09 s 450          |                | 19     |
| 22   | Ma Qing Hua            | NIO              | 1 min 10 s 176          |                | 20     |
| 23   | Oliver Turvey          | NIO              | 2 min 10 s 061          |                | 21     |
| 24   | Daniel Abt             | Audi             | Pas de temps            |                | 22     |

- Jérôme d'Ambrosio (Mahindra) a écopé de 40 places de pénalité sur la grille de départ pour changement de boîte de vitesses. Élancé depuis la vingt-troisième place, une partie de cette pénalité est convertie en un stop-and-go de dix secondes.
- Pascal Wehrlein (Mahindra) a écopé de 40 places de pénalité sur la grille de départ pour changement de boîte de vitesses. Élancé depuis la vingt-quatrième place, une partie de cette pénalité est convertie en un drive-through.

## Course

### Classement
| Pos. | no | Pilote                 | Écurie           | Tours | Temps/Abandon                    | Grille | Points |
| ---- | -- | ---------------------- | ---------------- | ----- | -------------------------------- | ------ | ------ |
| 1    | 20 | Mitch Evans            | Jaguar           | 36    | 46 min 42 s 093                  | 2      | 27     |
| 2    | 13 | António Félix da Costa | Techeetah-DS     | 36    | + 4 s 271                        | 9      | 18     |
| 3    | 23 | Sébastien Buemi        | e.dams-Nissan    | 36    | + 6 s 181                        | 4      | 15     |
| 4    | 25 | Jean-Éric Vergne       | Techeetah-DS     | 36    | + 14 s 331                       | 8      | 12     |
| 5    | 27 | Alexander Sims         | Andretti-BMW     | 36    | + 19 s 244                       | 18     | 11     |
| 6    | 11 | Lucas di Grassi        | Audi             | 36    | + 28 s 346                       | 15     | 8      |
| 7    | 22 | Oliver Rowland         | e.dams-Nissan    | 36    | + 29 s 750                       | 12     | 6      |
| 8    | 48 | Edoardo Mortara        | Venturi-Mercedes | 36    | + 30 s 204                       | 11     | 4      |
| 9    | 94 | Pascal Wehrlein        | Mahindra         | 36    | + 31 s 132                       | 24     | 2      |
| 10   | 64 | Jérôme d'Ambrosio      | Mahindra         | 36    | + 32 s 818                       | 23     | 1      |
| 11   | 28 | Maximilian Günther     | Andretti-BMW     | 36    | + 35 s 512                       | 16     |        |
| 12   | 6  | Brendon Hartley        | Dragon-Penske    | 36    | + 36 s 399                       | 13     |        |
| 13   | 3  | Oliver Turvey          | NIO              | 36    | + 50 s 888                       | 21     |        |
| 14   | 18 | Neel Jani              | Porsche          | 36    | + 1 min 04 s 891                 | 14     |        |
| Nc.  | 5  | Stoffel Vandoorne      | Mercedes         | 35    | + 1 tour                         | 10     |        |
| Abd. | 2  | Sam Bird               | Virgin-Audi      | 31    | Accident                         | 5      |        |
| Abd. | 66 | Daniel Abt             | Audi             | 30    | Abandon dans les stands          | 22     |        |
| Abd. | 33 | Ma Qing Hua            | NIO              | 25    | Accident                         | 20     |        |
| Abd. | 17 | Nyck de Vries          | Mercedes         | 18    | Freins                           | 3      |        |
| Abd. | 36 | André Lotterer         | Porsche          | 11    | Accrochage                       | 1      | 3      |
| Abd. | 19 | Felipe Massa           | Venturi-Mercedes | 6     | Accident                         | 19     |        |
| Abd. | 7  | Nico Müller            | Dragon-Penske    | 2     | Accident                         | 7      |        |
| Dsq. | 51 | James Calado           | Jaguar           | 36    | Consommation d'énergie excessive | 17     |        |
| Dsq. | 4  | Robin Frijns           | Virgin-Audi      | 36    | Consommation d'énergie excessive | 6      |        |

- Stoffel Vandoorne, António Félix da Costa, Lucas di Grassi, Nyck de Vries et André Lotterer ont été désignés par un vote en ligne pour obtenir le fanboost, qui leur permet de bénéficier de 25 kW supplémentaires pendant cinq secondes lors de la deuxième moitié de la course.

### Pole position et record du tour
La pole position et le meilleur tour en course rapportent respectivement 3 points et 1 point.
- Pole position :  André Lotterer (Porsche) en 1 min 07 s 922.
- Meilleur tour en course :  Alexander Sims (Andretti-BMW) en 1 min 10 s 520 au 31e tour.

### Tours en tête
- Mitch Evans (Jaguar) : 36 tours (1-36)

## Classements généraux à l'issue de la course
| Pos. | Pilote                 | Points |
| ---- | ---------------------- | ------ |
| 1    | Mitch Evans            | 47     |
| 2    | Alexander Sims         | 46     |
| 3    | António Félix da Costa | 39     |
| 4    | Stoffel Vandoorne      | 38     |
| 5    | Lucas di Grassi        | 32     |
| 6    | Sam Bird               | 28     |
| 7    | Oliver Rowland         | 28     |
| 8    | Maximilian Günther     | 25     |
| 9    | Edoardo Mortara        | 22     |
| 10   | André Lotterer         | 21     |
| 11   | Nyck de Vries          | 18     |
| 12   | Jean-Éric Vergne       | 16     |
| 13   | Sébastien Buemi        | 15     |
| 14   | Pascal Wehrlein        | 14     |
| 15   | Robin Frijns           | 10     |
| 16   | James Calado           | 10     |
| 17   | Daniel Abt             | 8      |
| 18   | Jérôme d'Ambrosio      | 3      |
| 19   | Felipe Massa           | 2      |
| 20   | Brendon Hartley        | 2      |

| Pos. | Écurie           | Points |
| ---- | ---------------- | ------ |
| 1    | Andretti-BMW     | 71     |
| 2    | Jaguar           | 57     |
| 3    | Mercedes         | 56     |
| 4    | Techeetah-DS     | 55     |
| 5    | e.dams-Nissan    | 43     |
| 6    | Audi             | 40     |
| 7    | Virgin-Audi      | 38     |
| 8    | Venturi-Mercedes | 24     |
| 9    | Porsche          | 21     |
| 10   | Mahindra         | 17     |
| 11   | Dragon-Penske    | 2      |